# Дунавска отточна област
Дунавската отточна област е част от територията на България, чиито речни води се оттичат към акваторията на Черно море посредством течението на река Дунав. Условно някои автори в областта на хидрологията от нея отделят Дунавската отточна област от Черноморската в отделна подобласт. Така се приема, че към тази област принадлежат реките, които пряко вливат водите си в Черно море посредством Дунав:
- Тополовец
- Войнишка
- Видбол
- Арчар
- Скомля
- Лом
- Цибрица
- Огоста
- Искър
- Вит
- Осъм
- Янтра
- Русенски Лом
- и др. (суходолия в Добруджа)